# Eleccions municipals d'Alzira
En aquest article s'exposen els resultats de les eleccions que van tenir lloc l'any 1931 i, posteriorment, durant tota l'etapa democràtica, a partir de 1979, a la població d'Alzira.

## Resultats detallats

### 1931
| Candidatura | Candidatura                      | Cap de llista            | Vots | Regidors | % vots |
| ----------- | -------------------------------- | ------------------------ | ---- | -------- | ------ |
|             | Conjunció Republicano-Socialista | Francesc Oliver González | ND   | 24 / 24  | 98%    |
|             | Candidats monàrquics             | -                        | ND   | 0 / 24   | 2%     |
|             | En blanc                         |                          | ND   | -        | ND     |
|             | Nuls                             |                          | ND   | -        | ND     |
| Total       | Total                            | ND                       | ND   | 24       | 70%    |

- Fonts[1]

### 1979
| Candidatura | Candidatura                                | Cap de llista                   | Vots   | Regidors | % vots |
| ----------- | ------------------------------------------ | ------------------------------- | ------ | -------- | ------ |
|             | Partit Socialista del País Valencià (PSPV) | Francesc Josep Blasco i Castany | 10.628 | 13 / 21  | 59,10% |
|             | Unió de Centre Democràtic (UCD)            | -                               | 4.434  | 5 / 21   | 24,66% |
|             | Partit Comunista del País Valencià (PCPV)  | -                               | 2.372  | 3 / 21   | 13,19% |
|             | Fuerza Nueva (FN)                          | -                               | 505    | -        | 3,06%  |
|             | En blanc                                   |                                 | 38     | -        | 0,2%   |
|             | Nuls                                       |                                 | 176    | -        | 0.97%  |
| Total       | Total                                      | 18.160                          | 18.160 | 21       | 68,35% |

- Fonts[2]

### 1983
| Candidatura | Candidatura                                                           | Cap de llista                   | Vots   | Regidors | % vots |
| ----------- | --------------------------------------------------------------------- | ------------------------------- | ------ | -------- | ------ |
|             | Partit Socialista del País Valencià (PSPV)                            | Francesc Josep Blasco i Castany | 13.056 | 16 / 21  | 67,88% |
|             | Aliança Popular-Partit Demòcrata Popular-Unió Liberal-Unió Valenciana | -                               | 3.874  | 4 / 21   | 20,14% |
|             | Unitat del Poble Valencià (UPV)                                       | Maria del Carme Enguix Sifre    | 1.246  | 1 / 21   | 6,48%  |
|             | Partit Comunista del País Valencià (PCPV)                             | -                               | 710    | -        | 3,69%  |
|             | Centre Democràtic i Social (CDS)                                      | -                               | 348    | -        | 1,81%  |
|             | En blanc                                                              |                                 | 277    | -        | 1,4%   |
|             | Nuls                                                                  |                                 | ND     | -        | ND     |
| Total       | Total                                                                 | 19.234                          | 19.234 | 21       | 66,89% |

- Fonts[2]

### 1987
| Candidatura | Candidatura                                                   | Cap de llista                   | Vots   | Regidors | % vots |
| ----------- | ------------------------------------------------------------- | ------------------------------- | ------ | -------- | ------ |
|             | Partit Socialista del País Valencià (PSPV)                    | Francesc Josep Blasco i Castany | 8.879  | 10 / 21  | 42,45% |
|             | Coalició Esquerra Unida-Unitat del Poble Valencià (UPV-EUPV)  | Maria del Carme Enguix Sifre    | 3.682  | 4 / 21   | 17,6%  |
|             | Aliança Popular del Regne de València (APRV)                  | -                               | 3.245  | 3 / 21   | 15,51% |
|             | Centre Democràtic i Social (CDS)                              | -                               | 2.457  | 2 / 21   | 11,75% |
|             | Unió Valenciana (UV)                                          | -                               | 2.267  | 2 / 21   | 10,84% |
|             | Partit dels Treballadors d’Espanya-Unitat Comunista (PCTE-UC) | -                               | 167    | -        | 0,8%   |
|             | Partit Humanista (PH)                                         | -                               | 91     | -        | 0,44%  |
|             | En blanc                                                      |                                 | 130    | -        | 0,62%  |
|             | Nuls                                                          |                                 | 248    | -        | 1,17%  |
| Total       | Total                                                         | 21.166                          | 21.166 | 21       | 71,51% |

- Fonts[2]
- Govern: PSPV (en minoria).

### 1991
| Candidatura | Candidatura                                      | Cap de llista                   | Vots   | Regidors | % vots |
| ----------- | ------------------------------------------------ | ------------------------------- | ------ | -------- | ------ |
|             | Partit Socialista del País Valencià (PSPV)       | Francesc Josep Blasco i Castany | 9.460  | 11 / 21  | 46,36% |
|             | Partit Popular de la Comunitat Valenciana (PPCV) | -                               | 3.752  | 4 / 21   | 18,39% |
|             | Unitat del Poble Valencià (UPV)                  | Maria del Carme Enguix Sifre    | 2.451  | 3 / 21   | 12,01% |
|             | Unió Valenciana (UV)                             | -                               | 1.892  | 2 / 21   | 9,27%  |
|             | Esquerra Unida del País Valencià (EU)            | -                               | 1.331  | 1 / 21   | 6,52%  |
|             | Els Verds del País Valencià (EVPV)               | -                               | 573    | -        | 2,81%  |
|             | Centre Democràtic i Social (EVPV)                | -                               | 491    | -        | 2,41%  |
|             | Organització Independent Valenciana (OIV)        | -                               | 339    | -        | 1,66%  |
|             | En blanc                                         |                                 | 115    | -        | 0,56%  |
|             | Nuls                                             |                                 | 82     | -        | 0,4%   |
| Total       | Total                                            | 20.486                          | 20.486 | 21       | 65,93% |

- Fonts[2]

### Composició de la corporació municipal des de la moció de censura del20 de desembrede1992
| Partit | Partit                                           | Partit                          | Regidors |
| ------ | ------------------------------------------------ | ------------------------------- | -------- |
|        | Partit Socialista del País Valencià (PSPV)       | Pedro Claudio Grande Diago      | 9 / 21   |
|        | Partit Popular de la Comunitat Valenciana (PPCV) | -                               | 4 / 21   |
|        | Unitat del Poble Valencià (UPV)                  | Maria del Carme Enguix Sifre    | 3 / 21   |
|        | Unió Valenciana (UV)                             | -                               | 2 / 21   |
|        | Partit Socialista Independent (PSI)              | Francesc Josep Blasco i Castany | 2 / 21   |
|        | Esquerra Unida del País Valencià (EUPV)          | Enric Pérez                     | 1 / 21   |

- Pacte: PSPV-UPV.[3]

### 1995
| Candidatura | Candidatura                                                   | Cap de llista                   | Vots   | Regidors | % vots |
| ----------- | ------------------------------------------------------------- | ------------------------------- | ------ | -------- | ------ |
|             | Partit Socialista Independent (PSI)                           | Francesc Josep Blasco i Castany | 6.833  | 6 / 21   | 28,6%  |
|             | Partit Popular de la Comunitat Valenciana (PPCV)              | Alfredo Javier Garés i Núñez    | 6.600  | 6 / 21   | 27,62% |
|             | Partit Socialista del País Valencià (PSPV)                    | Pedro Claudio Grande Diago      | 4.944  | 4 / 21   | 20,69% |
|             | Esquerra Unida-Els Verds (EU-EV)                              | Enric Pérez                     | 2.025  | 2 / 17   | 8,47%  |
|             | Unitat del Poble Valencià-Bloc Nacionalista Valencià (UPV-BN) | Tomás Pérez                     | 2.011  | 2 / 21   | 8,42%  |
|             | Unió Valenciana-Independents-Centristes (UV-CCV)              | Blas Sanmiguel                  | 1.285  | 1 / 17   | 5,38%  |
|             | En blanc                                                      |                                 | 196    | -        | 0,82%  |
|             | Nuls                                                          |                                 | 97     | -        | 0,4%   |
| Total       | Total                                                         | 23.991                          | 23.991 | 21       | 75,21% |

- Fonts[2]
- Pacte Anti-Blasco: PPCV-PSPV-UPV.[5]

### Composició de la corporació municipal des del1997
| Partit | Partit                                                                | Partit                          | Regidors |
| ------ | --------------------------------------------------------------------- | ------------------------------- | -------- |
|        | Partit Socialdemòcrata Independent de la Comunitat Valenciana (PSICV) | Francesc Josep Blasco i Castany | 6 / 21   |
|        | Unió Valenciana (UV)                                                  | Alfredo Javier Garés i Núñez    | 5 / 21   |
|        | Partit Socialista del País Valencià (PSPV)                            | Pedro Claudio Grande Diago      | 4 / 21   |
|        | Esquerra Unida-Els Verds (EU-EV)                                      | Enric Pérez                     | 2 / 21   |
|        | Unitat del Poble Valencià-Bloc Nacionalista Valencià (UPV-BN)         | Tomás Pérez                     | 2 / 21   |
|        | Partit Popular de la Comunitat Valenciana (PPCV)                      | Elena Maria Bastidas Bono       | 2 / 21   |

- Govern: UV-PSPV-UPV.[9][10][11]

### 1999
| Candidatura | Candidatura                                                           | Cap de llista                   | Vots   | Regidors | % vots |
| ----------- | --------------------------------------------------------------------- | ------------------------------- | ------ | -------- | ------ |
|             | Partit Popular de la Comunitat Valenciana (PPCV)                      | Elena Maria Bastidas Bono       | 5.072  | 5 / 21   | 22,96% |
|             | Partit Socialdemòcrata Independent de la Comunitat Valenciana (PSICV) | Francesc Josep Blasco i Castany | 4.927  | 5 / 21   | 22,3%  |
|             | Partit Socialista del País Valencià (PSPV)                            | Pedro Claudio Grande Diago      | 4.712  | 5 / 21   | 21,33% |
|             | Unió Valenciana (UV)                                                  | -                               | 3.750  | 4 / 21   | 16,98% |
|             | Bloc Nacionalista Valencià-Els Verds (BLOC-EV)                        | Tomás Pérez                     | 1.756  | 1 / 21   | 7,95%  |
|             | Esquerra Unida del País Valencià (EUPV)                               | Enric Pérez                     | 1.421  | 1 / 21   | 6,43%  |
|             | Partit Socialista Independent (PSI)                                   | -                               | 99     | -        | 0,45%  |
|             | En blanc                                                              |                                 | 353    | -        | 1,6%   |
|             | Nuls                                                                  |                                 | 134    | -        | 0,6%   |
| Total       | Total                                                                 | 22.224                          | 22.224 | 21       | 66,18% |

- Fonts[2]
- Pacte: PSPV-UV-BNV-EUPV.[13]
- Govern: PSPV-UV-BNV.

### 2003
| Candidatura | Candidatura                                                           | Cap de llista              | Vots   | Regidors | % vots |
| ----------- | --------------------------------------------------------------------- | -------------------------- | ------ | -------- | ------ |
|             | Partit Popular de la Comunitat Valenciana (PPCV)                      | Elena Maria Bastidas Bono  | 7.628  | 9 / 21   | 34,36% |
|             | Partit Socialista del País Valencià (PSPV)                            | Pedro Claudio Grande Diago | 6.734  | 7 / 21   | 30,33% |
|             | Partit Socialdemòcrata Independent de la Comunitat Valenciana (PSICV) | Gisela Blasco Perepérez    | 3.334  | 3 / 21   | 15,02% |
|             | Bloc Nacionalista Valencià-Esquerra Verda (BLOC-EV)                   | Tomás Pérez                | 1.420  | 1 / 21   | 6,4%   |
|             | Unió Valenciana (UV)                                                  | -                          | 1.239  | 1 / 21   | 5,58%  |
|             | Esquerra Unida-L'Entesa-Esquerra Valenciana (ENTESA)                  | -                          | 825    | -        | 3,72%  |
|             | Els Verds del País Valencià (EVPV)                                    | -                          | 499    | -        | 2,25%  |
|             | La República                                                          | -                          | 226    | -        | 1,02%  |
|             | Centre Democràtic i Social (CDS)                                      | -                          | 62     | -        | 0,28%  |
|             | En blanc                                                              |                            | 233    | -        | 1,05%  |
|             | Nuls                                                                  |                            | 68     | -        | 0,31%  |
| Total       | Total                                                                 | 22.268                     | 22.268 | 21       | 81,81% |

- Fonts[2]
- Govern: PPCV-PSICV.[15][16]

### 2007
| Candidatura | Candidatura                                                           | Cap de llista             | Vots   | Regidors | % vots |
| ----------- | --------------------------------------------------------------------- | ------------------------- | ------ | -------- | ------ |
|             | Partit Popular de la Comunitat Valenciana (PPCV)                      | Elena Maria Bastidas Bono | 11.580 | 13 / 21  | 52,82% |
|             | Partit Socialista del País Valencià (PSPV)                            | Enrique Alborch Baldelló  | 4.349  | 5 / 21   | 19,84% |
|             | Partit Socialdemòcrata Independent de la Comunitat Valenciana (PSICV) | Gisela Blasco Perepérez   | 2.339  | 2 / 21   | 10,67% |
|             | Bloc Nacionalista Valencià (BNV)                                      | Carles Aranda i Mata      | 1.237  | 1 / 17   | 5,64%  |
|             | EUPV-EVPV-IR                                                          | -                         | 1.027  | -        | 4,68%  |
|             | Unió Valenciana-Els Verds Ecopacifistes (UV-LVE)                      | -                         | 465    | -        | 2,12%  |
|             | La República                                                          | -                         | 291    | -        | 1,33%  |
|             | Coalició Valenciana (CV)                                              | -                         | 230    | -        | 1,05%  |
|             | Esquerra Republicana del País Valencià (ERPV)                         | -                         | 165    | -        | 0,65%  |
|             | En blanc                                                              |                           | 242    | -        | 1,1%   |
|             | Nuls                                                                  |                           | 60     | -        | 0,27%  |
| Total       | Total                                                                 | 21.985                    | 21.985 | 21       | 68,84% |

- Fonts[2]
- Govern: PPCV-PSICV.[17]

### 2011
| Candidatura | Candidatura                                                           | Cap de llista             | Vots   | Regidors | % vots |
| ----------- | --------------------------------------------------------------------- | ------------------------- | ------ | -------- | ------ |
|             | Partit Popular de la Comunitat Valenciana (PPCV)                      | Elena Maria Bastidas Bono | 11.747 | 13 / 21  | 51,75% |
|             | Partit Socialista del País Valencià (PSPV)                            | Enrique Alborch Baldelló  | 3.551  | 4 / 21   | 15,64% |
|             | Coalició Compromís: BNV-La República-ERPV-VerdsEquo (Compromís)       | Carles Aranda i Mata      | 3.144  | 3 / 21   | 13,85% |
|             | Esquerra Unida del País Valencià (EUPV)                               | Ivan Martínez             | 1.231  | 1 / 21   | 5,42%  |
|             | Iniciativa per Alzira (IPEAL)                                         | -                         | 924    | -        | 4,07%  |
|             | Partit Socialdemòcrata Independent de la Comunitat Valenciana (PSICV) | José Bosch                | 850    | -        | 3,74%  |
|             | España 2000                                                           | -                         | 832    | -        | 3,67%  |
|             | En blanc                                                              |                           | 422    | -        | 1,86%  |
|             | Nuls                                                                  |                           | 247    | -        | 1,08%  |
| Total       | Total                                                                 | 22.947                    | 22.947 | 21       | 69,4%  |

- Fonts[2]

### 2015
| Candidatura | Candidatura                                      | Cap de llista                | Vots   | Regidors | % vots |
| ----------- | ------------------------------------------------ | ---------------------------- | ------ | -------- | ------ |
|             | Partit Popular de la Comunitat Valenciana (PPCV) | Elena Maria Bastidas Bono    | 7.507  | 8 / 21   | 32,5%  |
|             | Coalició Compromís                               | Diego Ernesto Gómez i Garcia | 5.632  | 6 / 21   | 24,38% |
|             | Partit Socialista del País Valencià (PSPV)       | Isabel Aguilar López         | 3.847  | 4 / 21   | 16,55% |
|             | Ciutadans-Partit de la Ciutadania (C’s)          | María José Llopis            | 1.773  | 2 / 21   | 7,67%  |
|             | EUPV-EVPV: Acord Ciutadà                         | Ivan Martínez                | 1.449  | 1 / 21   | 6,27%  |
|             | Unió Progrés i Democràcia (UPyD)                 | -                            | 1.098  | -        | 4,75%  |
|             | Iniciativa per Alzira (IPEAL)                    | -                            | 1.096  | -        | 4,74%  |
|             | Agrupació Política Centrista d’Alzira (APOCAL)   | -                            | 279    | -        | 1,21%  |
|             | Units per València (UxV)                         | -                            | 145    | -        | 0,63%  |
|             | En blanc                                         |                              | 275    | -        | 1,19%  |
|             | Nuls                                             |                              | 259    | -        | 1,11%  |
| Total       | Total                                            | 23.360                       | 23.360 | 21       | 70,13% |

- Fonts[2]
- Govern: Compromís-PSPV-EUPV.[18]

### 2019
| Candidatura | Candidatura                                      | Cap de llista                | Vots   | Regidors | % vots |
| ----------- | ------------------------------------------------ | ---------------------------- | ------ | -------- | ------ |
|             | Coalició Compromís                               | Diego Ernesto Gómez i Garcia | 8.034  | 9 / 21   | 37,92% |
|             | Partit Popular de la Comunitat Valenciana (PPCV) | José Andrés Hernández Sala   | 5.378  | 6 / 21   | 25,38% |
|             | Partit Socialista del País Valencià (PSPV)       | Isabel Aguilar López         | 3.138  | 3 / 21   | 14,81% |
|             | Ciutadans-Partit de la Ciutadania (C’s)          | Miguel Vidal Llopis          | 2.124  | 2 / 21   | 10,02% |
|             | Vox                                              | Ricardo Belda Valiente       | 1.109  | 1 / 21   | 5,23%  |
|             | Podem                                            | -                            | 446    | -        | 2,1%   |
|             | EUPV-ERPV                                        | Ivan Martínez                | 441    | -        | 2,08%  |
|             | Som Valencians (SOMVAL)                          | -                            | 353    | -        | 1,67%  |
|             | Falange Española de las JONS (FE de las JONS)    | -                            | 59     | -        | 0,28%  |
|             | En blanc                                         |                              | 106    | -        | 0,5%   |
|             | Nuls                                             |                              | 127    | -        | 0,6%   |
| Total       | Total                                            | 21.315                       | 21.315 | 21       | 64,05% |

- Fonts[2]
- Govern: Pacte de la Vila: Compromís-PSPV.[19]

### 2023
| Candidatura | Candidatura                                      | Cap de llista              | Vots   | Regidors | % vots |
| ----------- | ------------------------------------------------ | -------------------------- | ------ | -------- | ------ |
|             | Partit Popular de la Comunitat Valenciana (PPCV) | José Luis Palacios Tórtola | 5.817  | 6 / 21   | 26,64% |
|             | Coalició Compromís                               | Alfons Domínguez Gento     | 5.656  | 6 / 21   | 25,90% |
|             | Partit Socialista del País Valencià (PSPV)       | Gemma Alós Sospedra        | 3.553  | 4 / 21   | 16,27% |
|             | Vox                                              | Ricardo Belda Valiente     | 2.516  | 2 / 21   | 11,52% |
|             | Unió de Ciutadans Independents (UCIN)            | Enrique Montalvà España    | 2.051  | 2 / 21   | 9,39%  |
|             | Ciutadans-Partit de la Ciutadania (C’s)          | Miguel Vidal Llopis        | 1.362  | 1 / 21   | 6,36%  |
|             | Unides Podem-EUPV                                | Agustín Pérez García       | 606    | -        | 2,77%  |
|             | En blanc                                         |                            | 272    | -        | 1,24%  |
|             | Nuls                                             |                            | 258    | -        | 1,16%  |
| Total       | Total                                            | 22.091                     | 22.091 | 21       | 65,71% |

- Fonts[20]
- Govern: Pacte de la Murta: Compromís-PSPV-UCIN.[21]